# Sakamoto Days
Sakamoto Days (estilizado com todas as letras em caixa alta; lit.  "Os Dias de Sakamoto") é uma série de mangá japonesa escrita e ilustrada por Yuto Suzuki [ja]. Desde novembro de 2020, a série é publicada na revista shōnen Weekly Shōnen Jump da Shueisha, e até agosto de 2025, seus capítulos foram reunidos em 23 volumes tankōbon. A obra também é disponibilizada simultaneamente em português através da plataforma online Manga Plus.
A história gira em torno de Taro Sakamoto, um assassino lendário que decidiu se aposentar e levar uma vida pacífica como um cidadão comum e dedicado à sua família. Contudo, essa tranquilidade é abalada quando inimigos e antigos aliados de sua época como assassino começam a aparecer em busca de vingança. Para proteger seus entes queridos, Sakamoto é obrigado a usar suas excepcionais habilidades de combate, enfrentando uma série de adversários, enquanto tenta manter a aparência de uma vida comum.
Uma adaptação de série de anime para televisão pela TMS Entertainment foi exibida de janeiro a março de 2025, com a segunda parte programada para estrear em julho do mesmo ano.
Em março de 2025, o mangá tinha mais de 8 milhões de cópias em circulação.

## Enredo
Taro Sakamoto foi um assassino de aluguel incomparável, conquistando uma fama legendária no submundo do crime, sendo tanto temido quanto admirado. No entanto, sua vida mudou quando se apaixonou à primeira vista por Aoi, uma balconista de loja de conveniência. Para que tivessem um relacionamento, Aoi impôs a ele a condição de abandonar a carreira de assassino e nunca mais matar. Sakamoto concordou, e após se aposentar, eles começaram a namorar, se casaram, tiveram uma filha chamada Hana e, eventualmente, abriram sua própria loja de conveniência familiar nos subúrbios de Tóquio.
Alguns anos depois, Sakamoto adotou uma vida humilde, mas também ficou obeso devido à relativa inatividade, embora ainda possuísse imenso poder. O mundo dos assassinos finalmente o encontrou, e muitos logo tentaram atacar a família Sakamoto, buscando vingança ou ressentindo-se de seu status de aposentado. Agora, com a ajuda de três outros ex-criminosos na loja de Sakamoto — o assassino clarividente Shin Asakura, a filha órfã de um senhor do crime Lu Xiaotang e o atirador Heisuke Mashimo —  Sakamoto tem o dever de proteger sua família (ou morrer) do submundo, mantendo a política de não matar de Aoi.

## Produção

### Mangá
A ideia de juntar Taro Sakamoto com um personagem que lê mentes permitiu uma visão sobre as motivações do personagem e permitir que a comédia florescesse, já que Suzuki queria que Sakamoto fosse um personagem mais quieto e reservado. Segundo o editor Soshiro Ishikawa, Suzuki focou na legibilidade ao criar cenas de ação, e sua experiência no estilo de pintura Nihonga lhe permitiu criar layouts interessantes. Suzuki e Ishikawa se reuniam pessoalmente semanalmente para discutir como levar a história adiante, mas, após a pandemia de COVID-19, eles realizaram reuniões online. Suzuki foi influenciado pelos trabalhos dos mangakás Katsuhiro Otomo, Takehiko Inoue e Hiroya Oku, bem como do diretor Christopher Nolan. Ele se inspirou em filmes de ação como The Equalizer e a franquia John Wick.
Suzuki originalmente desenhou histórias sombrias de one-shot. Porém, ao criar Sakamoto Days, ele optou por um tom mais descontraído para melhor atender às necessidades de serialização semanal. Sobre o conceito de Sakamoto ser um assassino aposentado, Suzuki afirmou que ficou fascinado pela ideia da força incrível de um homem gordo, e também pensou no que o levou a esse estado: "Por que ele é gordo? Porque ele se aposentou. Por que isso? Talvez porque ele se casou? Foi assim que eu fiz." Ele ficou particularmente intrigado com a ideia de um lutador forte e obeso, uma noção que foi parcialmente influenciada pelo filme de ação cômico Fei Lung gwoh gong. Quando se trata de cenas de ação, a Suzuki se esforça para envolver os leitores incorporando reviravoltas e surpresas inesperadas. Ele usa uma caneta analógica para desenhar ilustrações de personagens e trabalha com uma equipe de assistentes. O personagem Shin surgiu do interesse de Suzuki em explorar o potencial de seres superpoderosos que interagiam telepaticamente com Sakamoto. Lu, por sua vez, foi concebida como uma heroína assassina chinesa, refletindo o desejo de Suzuki de diversificar o elenco. Embora Suzuki admitisse que seus personagens às vezes eram difíceis de distinguir visualmente, ele achou Gaku o mais fácil de desenhar devido à sua personalidade independente. Suzuki disse que já planejou um final da série em 2022.

### Anime
A adaptação para anime é dirigida por Masaki Watanabe [ja]. Watanabe observou que o design de Sakamoto refletia a expressividade do mangá original, ao mesmo tempo que distinguia suas duas formas: a versão gorda tinha um rosto simbolicamente deformado, enquanto a versão fina era mais realista; Watanabe enfatizou a personalidade contrastante e a rotina diária calma de Sakamoto, que contrastavam fortemente nas cenas de ação envolvendo seu físico obeso. O diretor também destacou os efeitos sonoros e performances vocais únicos de Shin, que foram criados sob sua direção. Refletindo sobre a narrativa, Watanabe observou que embora o programa fosse baseado na comédia, houve momentos ocasionais de violência inesperada, que ele considerou particularmente louváveis. Embora Watanabe tivesse vasta experiência com mangás shōnen, ele achou Sakamoto Days um desafio único, pois pretendia equilibrar sequências de ação intensas com o tom mais leve estabelecido por Suzuki. Uma das cenas mais exigentes dos primeiros episódios envolveu uma luta na montanha-russa, que exigiu muito tempo para criar modelos 3D detalhados e gerenciar a paleta de cores vibrantes da cena. A animação foi feita no Clip Studio Paint e Adobe, incorporando texturas de papel para aprimorar o estilo visual das sequências de ação. Além disso, a equipe conduziu pesquisas em armas de fogo reais para garantir que fossem representadas com precisão na animação.
Tomokazu Sugita dá a voz ao protagonista Taro Sakamoto, já tendo tido contato anterior com a série de mangá original. Ele foi inicialmente escalado para o papel de Kashima, mas, posteriormente, recebeu o convite para interpretar Sakamoto, valorizando as relações do personagem com sua família e amigos. Nobunaga Shimazaki dá vida a Shin Asakura e destaca que a aparente fraqueza do personagem, juntamente com sua falta de habilidades, apesar de ter mais de 20 anos, proporciona um contraste intencional com os colegas mais fortes e experientes, contribuindo para um elenco mais equilibrado e uma dinâmica mais cativante. Ayane Sakura é a voz de Lu Shaotang e se divertiu ao explorar as interações dinâmicas dessa personagem.

## Mídia

### Mangá
Sakamoto Days é escrito e ilustrado por Yuto Suzuki [ja]. Suzuki publicou um one-shot chamado Sakamoto (SAKAMOTO-サカモト-), divulgada na Jump Giga da Shueisha em 26 de dezembro de 2019. Já Sakamoto Days estreou na revista Weekly Shōnen Jump, também da Shueisha, em 21 de novembro de 2020. Os capítulos foram reunidos em volumes tankōbon individuais, e o primeiro deles foi lançado em 2 de abril de 2021. Até 4 de agosto de 2025, já haviam sido lançados 23 volumes.
A série está disponível em português na plataforma online Manga Plus. A Panini Comics publicou o mangá no Brasil em novembro de 2022.
Além disso, há um mangá spin-off chamado Sakamoto Holidays (lit.  "As Férias de Sakamoto"), criado por Tetsu Ōkawa, que foi assistente no mangá principal. Este spin-off começou a ser publicado na Saikyō Jump da Shueisha em 4 de julho de 2024, e o primeiro volume foi lançado em 4 de janeiro de 2025.

### Light novel
Uma adaptação em novel com uma história exclusiva, escrita por Renka Misaki e intitulada Sakamoto Days: Koroshiya no Method (SAKAMOTO DAYS 殺し屋のメソッド, Sakamoto Deizu: Koroshiya no Mesoddo, lit.  "Sakamoto Days: Método do Assassino"), foi lançada sob o selo Jump J-Books da Shueisha em 4 de abril de 2023.
Um spin-off em formato de novel, com episódios exclusivos também escritos por Renka Misaki, chamado Sakamoto Days: Koroshiya Blues (SAKAMOTO DAYS 殺し屋ブルース, Sakamoto Deizu: Koroshiya Burūsu, lit.  "Sakamoto Days: Blues de Assassino"), foi lançado no dia 4 de dezembro de 2024.

### Anime

Logotipo japonês oficial do mangá usado no anime

Em maio de 2024, foi anunciado que a série ganharia uma adaptação para a televisão na forma de um anime, produzida pela TMS Entertainment. A direção fica por conta de Masaki Watanabe [ja], com roteiros escritos por Taku Kishimoto, designs de personagens de Yō Moriyama e trilha sonora composta por Yuki Hayashi. A série será dividida em duas temporadas, chamadas de cours. O primeiro cours foi ao ar de 11 de janeiro a 22 de março de 2025, e o segundo cours estreia em julho do mesmo ano, na TV Tokyo e suas afiliadas. A música tema de abertura é "Hashire Sakamoto" (走れSAKAMOTO, lit.  "Corra, Sakamoto"), cantada por Vaundy, enquanto a música tema de encerramento é "Futsū" (普通, lit.  "Normal"), cantada pelo grupo Conton Candy [ja]. Além disso, uma música tema de encerramento especial chamada "Somebody Help Us", também cantada por Vaundy, foi utilizada no Episódio 7. A Netflix licenciou a série para um lançamento mundial em streaming simultaneamente com sua exibição semanal no Japão.

#### Episódios
| Parte 1 | |                                                   |                                 |                                                                        |                         |
| 1 | "O Assassino Lendário" Transliteração: "Densetsu no Koroshiya" (em japonês: 伝説の殺し屋)                      | Masaki Watanabe [ja]                              | Masaki Watanabe                 | Masaki Hinata [ja]                                                     | 11 de janeiro de 2025   |
| Taro Sakamoto já foi o assassino de aluguel mais temido do mundo do crime, sendo praticamente imbatível, não importando quão difícil fosse a missão. No entanto, tudo mudou quando ele conheceu Aoi, uma balconista de loja de conveniência. Foi amor à primeira vista, e ele decidiu deixar a vida criminosa para se casar com ela. Anos depois, Sakamoto abriu sua própria loja de conveniência, que opera ao lado de Aoi e da filha deles, Hana. Com o tempo, ele acabou ganhando peso. Um dia, o assassino clarividente Shin Asakura consegue localizar Sakamoto em sua loja. Ele foi enviado por um chefe de gangue com a missão de convencê-lo a voltar ao submundo ou eliminá-lo. Shin parte para o ataque, mas logo percebe que, apesar de sua aparência atual, as habilidades de Sakamoto como assassino ainda estão tão afiadas quanto antes. Sakamoto o derrota, mas decide poupar sua vida e o convida para uma refeição em família. Ao perceber a felicidade de Sakamoto com sua vida familiar, Shin volta até o chefe da gangue e recusa a proposta de trabalho. Sakamoto, que estava acompanhando Shin de forma discreta, decide intervir e ajuda Shin a vencer a gangue. Depois disso, ele contrata Shin para trabalhar como balconista em sua loja. | |                                                   |                                 |                                                                        |                         |
| 2 | "Contra Son Hee e Bacho" Transliteração: "Bāsasu Sonhi・Bachō" (em japonês: VSソンヒ・バチョウ)                | Akihiro Saitō, Masaki Watanabe e Yoshihiro Nishio | Masaki Watanabe                 | Yukiko Ban [ja], Masaru Shindō e Masaki Hinata                         | 18 de janeiro de 2025   |
| Shin se mostra um balconista muito eficaz, utilizando sua clarividência para entender o que os clientes precisam. Ele também descobre que Aoi desaprova completamente o passado de Sakamoto como assassino de aluguel e chegou a ameaçá-lo com o divórcio caso ele retornasse a essa vida. Em um dia comum, Sakamoto e Shin vão até o distrito de Chinatown para comprar alguns pãezinhos de carne, mas acabam sendo interrompidos ao encontrar uma jovem chamada Lu Xiaotang lutando contra um grupo de bandidos com suas habilidades em artes marciais. Sakamoto ajuda Lu a escapar, e ela explica que é a única sobrevivente de seu clã da máfia que foi exterminado por um clã rival para reivindicar uma chave da sala do tesouro em sua posse. Sakamoto se oferece para ajudar Lu em troca de alguns pãezinhos de carne de substituição que ela vai assar. No entanto, durante esse momento, uma dupla de assassinos contratados pelo clã da máfia rival aparece e ataca. Durante a luta, Shin consegue ler a mente de Sakamoto e descobre que ele fez uma promessa a Aoi de nunca mais matar ninguém. Em vez disso, ele decidiu compensar seu passado violento ajudando outras pessoas. Sakamoto consegue vencer os assassinos e o clã da máfia rival, deixando-os para serem capturados pelas autoridades. Lu abre a sala do tesouro e encontra o que tem de mais valioso de cada chefe de família. Ela se depara com uma garrafa de saquê que seu pai havia deixado, planejando compartilhar com ela quando ela completasse 18 anos. Como Lu não tem mais para onde ir, Sakamoto a contrata como cozinheira dos pãezinhos de carne da loja. Enquanto isso, a AAJ coloca uma recompensa de um bilhão de ienes pela cabeça de Sakamoto. | |                                                   |                                 |                                                                        |                         |
| 3 | "Bem-Vindos ao Parque Sugar!" Transliteração: "Shugā Pāku e Yōkoso!" (em japonês: シュガーパークへようこそ！)  | Yoshihiro Nishio                                  | Masaki Watanabe e Akihiro Saitō | Masaki Hinata, Yukiko Ban e Yoshinori Deno                             | 25 de janeiro de 2025   |
| Enquanto Shin e Lu começam a se adaptar ao trabalho juntos na loja, um conhecido de Sakamoto, o mestre do disfarce Nagumo, aparece para avisá-lo sobre uma recompensa de um bilhão de ienes oferecida pela AAJ por sua cabeça. Um assassino de aluguel chamado Pizza Nakajima, que tem um estilo inspirado em entregadores de pizza, tenta atacar Sakamoto, mas acaba sendo facilmente derrotado. Durante essa situação, o escritório assassino Dondenkai está observando tudo. Sakamoto, percebendo a câmera escondida, avisa os espiões para não tentarem nada contra ele antes de destruir o equipamento. No entanto, apesar de querer se manter afastado dos problemas, Sakamoto lembra que prometeu passar o dia com Aoi e Hana no parque de diversões Parque Sugar. Para que ele possa se concentrar na família, Shin e Lu se oferecem para protegê-lo e, trabalhando em equipe, conseguem impedir o zelador assassino Kurii Ning. Por outro lado, um assassino chamado Tatsu consegue escapar da habilidade de previsão de Shin e se aproxima de Sakamoto em uma montanha-russa. Antes que Shin perceba o que aconteceu, ele acaba jogando a si mesmo e Tatsu para fora do brinquedo. Devido ao veneno que Tatsu usou, Shin fica temporariamente cego, mas, mesmo assim, consegue lutar e derrotar Tatsu ao ler a mente de Sakamoto, que observa a luta e ajuda Shin a treinar mentalmente. | |                                                   |                                 |                                                                        |                         |
| 4 | "Durão" Transliteração: "Hādo-Boirudo" (em japonês: ハードボイルド)                                            | Yoshihide Ibata                                   | Yoshihide Ibata                 | Yoshinori Deno e Miyako Kamiya                                         | 1 de fevereiro de 2025  |
| Após a luta, Sakamoto começa a interrogar Tatsu, que confirma que a recompensa foi oferecida pela AAJ, a Associação de Assassinos do Japão. Tatsu também pergunta a Sakamoto se ele faz parte da Order, um grupo lendário de assassinos considerado um mito urbano. Sakamoto prefere não responder, mas Tatsu acredita que ele realmente faz parte desse grupo. Surpreendentemente, Sakamoto decide deixar Tatsu ir. Depois disso, Tatsu se encontra com os assassinos Boiled e Obiguro, que também estão em busca da recompensa. Enquanto isso, Sakamoto, Shin e Lu aproveitam o restante do dia no parque com a família. A última parada deles é na atração da casa mal-assombrada, onde Boiled e Obiguro prepararam uma armadilha. Boiled consegue separar Sakamoto dos outros, enquanto Obiguro captura Shin, Lu, Aoi e Hana, mantendo-os como reféns. Boiled ataca Sakamoto sem parar, usando uma manopla com propulsão a foguete e bolas explosivas para ganhar vantagem. Ele desabafa sobre como sempre respeitou Sakamoto e acreditava que eram amigos durante o tempo em que estudavam na escola de assassinos JCC. No entanto, ele se sente traído ao descobrir que Sakamoto nunca se importou ou sequer se lembrou dele. Enquanto enfrenta Boiled, Sakamoto finalmente recorda de momentos passados, lembrando-se de quando Boiled lhe ensinou sobre a composição química da pólvora que ele usa em suas bolas explosivas e na manopla. Sakamoto então se renova, com seu corpo não mais obeso e retornando à sua forma original de assassino, para que possa enfrentar Boiled utilizando suas verdadeiras habilidades. | |                                                   |                                 |                                                                        |                         |
| 5 | "O Motivo da Força" Transliteração: "Tsuyosa no Wake" (em japonês: 強さの理由)                                 | Takatoshi Suzuki                                  | Masaki Watanabe                 | Masaki Hinata e Yoshinori Deno                                         | 8 de fevereiro de 2025  |
| Agora magro, a agilidade e a força de Sakamoto são significativamente ampliadas, permitindo que ele vença Boiled até a rendição, afirmando que, embora não seja mais um assassino, sua determinação em proteger sua família o mantém forte. Enquanto isso, Obiguro fica extremamente admirado com o estilo de kung fu bêbado de Lu, que a torna sua igual, e permite que todos se retirem em respeito. Ao presenciar a verdadeira força de Sakamoto, o respeito de Boiled por ele é restaurado, e ele concorda em desistir da busca pela recompensa. Aoi descobre sobre a recompensa e, irritada, lembra Sakamoto que uma das regras de sua família é não esconder segredos uns dos outros, pedindo que ele deixe o assunto de lado. Sakamoto, Shin e Lu chegam à sede da Dondenkai, onde se deparam com o escritório em ruínas. Eles também encontram Nagumo, que revela que a Order, a unidade especial da AAJ composta por assassinos de elite do Japão, foi designada para investigar uma série de homicídios de assassinos cometidos por um indivíduo enigmático conhecido apenas como "X". Ele ainda sugere que X pode estar por trás da recompensa, uma vez que os assassinatos começaram a ocorrer simultaneamente à divulgação da recompensa. Notando que sua força diminuiu nos últimos cinco anos, Sakamoto inicia um treinamento para recuperar suas habilidades, enquanto Shin e Lu se encarregam de afastar os assassinos que estão em busca de Sakamoto. | |                                                   |                                 |                                                                        |                         |
| 6 | "Heisuke Mashimo" Transliteração: "Mashimo Heisuke" (em japonês: マシモ ヘイスケ)                              | Yūki Taki e Tomoko Hiramuki                       | Susumu Nishizawa e Yūki Taki    | Masaki Hinata e Yoshinori Deno                                         | 15 de fevereiro de 2025 |
| O assassino amador e freelancer Heisuke Mashimo decide tentar a sorte com a recompensa de Sakamoto, acreditando que o bilhão de ienes poderia tirá-lo da miséria e ajudá-lo a cuidar de seu pássaro de estimação, Piisuke. Contudo, ao entrar na loja de Sakamoto, ele não consegue reconhecer Sakamoto, que o engana com sucesso, fazendo-o pensar que ele entrou na loja errada. Com poucas opções de renda, Heisuke decide participar de uma competição de paintball que oferece um prêmio de um milhão de ienes. Para sua surpresa, Sakamoto também se inscreve no mesmo torneio, pois precisa do dinheiro para consertar os danos que diversos assassinos causaram à sua loja. Heisuke se sente desanimado ao descobrir que a competição exige equipes, mas Sakamoto e Shin, com pena dele, o convidam para se juntar ao time deles. Quando a competição começa, Sakamoto e Shin ficam impressionados ao perceber que Heisuke é um atirador extremamente talentoso. No entanto, uma Lu bêbada acaba revelando acidentalmente a Heisuke que Sakamoto é na verdade seu alvo. Em um momento de hesitação, Heisuke troca seu rifle de airsoft por uma arma de verdade e, relutantemente, mira em Sakamoto e Shin. Shin, utilizando sua clarividência, consegue localizar Heisuke, enquanto Sakamoto destrói o rifle dele com uma pedra. Heisuke se dá conta de que não conseguirá vencer Sakamoto, mas este elogia as habilidades excepcionais de atirador de Heisuke. Eles acabam tendo que usar o dinheiro do prêmio para consertar todos os danos causados pelas balas de Heisuke. Mais tarde, Aoi compartilha com Shin a história de como conheceu Sakamoto, enquanto Sakamoto avisa Shin para não tentar ler a mente dela.               | |                                                   |                                 |                                                                        |                         |
| 7 | "Jurássico Maldito" Transliteração: "Jurashikku Yarō" (em japonês: ジュラシック野郎)                           | Yoshihiro Nishio                                  | Hironori Tanaka                 | Miyako Kamiya, Yukiko Ban e Yuko Iwaoka                                | 22 de fevereiro de 2025 |
| Enquanto Sakamoto e Aoi estão em um evento escolar, Shin e Lu ficam responsáveis pela loja. No entanto, os dois acabam discutindo. Lu expressa seu desconforto com o fato de Shin conseguir ler seus pensamentos, o que o deixa chateado, levando-o a sair da loja. Nesse momento, uma equipe de cientistas aparece e captura Lu, confundindo-a com Shin, pois eles pretendem levá-lo de volta ao laboratório que lhe deu seus poderes de clarividência. Shin e Sakamoto tentam persegui-los, mas são impedidos por Seba, um assassino contratado pelos cientistas que tem a habilidade de ficar invisível. Shin então leva Sakamoto até o laboratório, que está escondido dentro do Museu de Ciências Okutabi. Ele explica que foi criado ali, mas não se lembra dos cientistas sendo mal-intencionados. Após derrotar a segurança robótica do laboratório e conseguir entrar, Shin descobre que um grupo de assassinos, liderado por um homem chamado Kashima, tomou conta do local e fez o diretor refém, obrigando os cientistas a pesquisarem novos métodos de assassinato. Enquanto isso, Lu fica presa com o diretor Asakura, que revela ter um plano para que consigam escapar. Shin e Sakamoto conseguem derrotar um dos assassinos, Louco Horiguchi, e Sakamoto promete libertar o laboratório e salvar a casa de infância de Shin. Do lado de fora, os assassinos da Order, Shishiba e Osaragi, chegam ao museu para investigar uma pista que Nagumo lhes forneceu. | |                                                   |                                 |                                                                        |                         |
| 8 | "Mercadinho Sakamoto contra Labo" Transliteração: "Sakamoto-shōten bāsasu RĀBŌ" (em japonês: 坂本商店 vs LABO) | Kōki Onoue                                        | Yukio Nishimoto                 | Masaki Hinata, Masaru Shindō e Yuko Iwaoka                             | 1 de março de 2025      |
| Na loja, Heisuke encontra Hana triste já que Sakamoto e os outros saíram, então, para animá-la, ele manda Piisuke ir atrás deles. No laboratório, Horiguchi se recupera rapidamente e continua sua luta contra Sakamoto e Shin. Enquanto isso, Asakura conta a Lu sobre seu passado com Shin. Muitos anos atrás, um amigo deixou Shin sob os cuidados de Asakura. Motivado pela pesquisa de Asakura sobre poderes sobrenaturais, Shin se ofereceu para ser seu assistente. Certa noite, ele acidentalmente ingeriu um produto químico em que Asakura estava trabalhando, o que lhe deu poderes psíquicos. No entanto, os outros cientistas começaram a temer Shin, e Asakura tentou desenvolver uma cura para esses poderes. Sentindo-se ofendido pelo medo que todos têm dele, Shin decide fugir do laboratório. Ao descobrir que Shin está lá para resgatar o laboratório, Asakura destranca a cela e escapa junto com Lu. No andar de cima, Sakamoto e Shin conseguem superar as drogas e os dispositivos de Horiguchi, derrotando-o de vez. Eles saem em busca de Lu, mas acabam se separando devido a uma armadilha. Enquanto isso, Shishiba e Osaragi confrontam Kashima, pedindo informações sobre "Slur". Sakamoto então desce da armadilha, enquanto Shishiba e Osaragi deixam Sakamoto para lidar com Kashima e vão atrás de Slur. Shin é surpreendido por Seiba, mas consegue marcá-lo com seu sangue, o que permite que Heisuke faça um disparo. | |                                                   |                                 |                                                                        |                         |
| 9 | "Todos a Bordo" Transliteração: "Kakekomi Jōsha" (em japonês: かけこみ乗車)                                    | Takatoshi Suzuki                                  | Tetsuo Hirakawa [ja]            | Miyako Kamiya, Yuko Iwaoka, Yukiko Ban, Yoshinori Deno e Masaki Hinata | 8 de março de 2025      |
| Mesmo ferido, Seiba consegue atacar e machucar Heisuke também. Com sua última bala, Heisuke ativa um sprinkler de incêndio, o que ajuda Shin a enxergar e nocauteá-lo. Enquanto isso, Sakamoto continua lutando contra Kashima. Apesar de ter várias melhorias cibernéticas, Kashima não consegue competir com Sakamoto, que o derrota facilmente. Contudo, a derrota de Kashima ativa um sistema de autodestruição no laboratório, fazendo com que todo o complexo comece a desmoronar. Shin e Heisuke descem para os níveis mais baixos e se juntam a Lu e Asakura, que se desculpam com Shin. Ele então usa sua clarividência para localizar todos os cientistas ainda presos no laboratório e os ajuda a escapar. Simultaneamente, Shishiba e Osaragi conseguem recuperar as gravações de vigilância de Slur, enquanto Shin encontra Slur pessoalmente, que o pede para cumprimentar Sakamoto em seu lugar. Depois que todos estão seguros, Asakura agradece a Sakamoto por cuidar de Shin. Em seguida, Sakamoto e sua equipe retornam para casa para um jantar em família. | |                                                   |                                 |                                                                        |                         |
| 10 | "Modo Combate no Banho" Transliteração: "Sentō Mōdo" (em japonês: せんとうモード)                              | Yūki Taki                                         | Yoko Yanai e Yūki Taki          | Masaki Hinata, Yukiko Ban, Yoshinori Deno, Masaru Shindō e Yuko Iwaoka | 15 de março de 2025     |
| Ainda recuperando-se da experiência no laboratório, Sakamoto resolve que a família merece um momento de relaxamento em uma casa de banho local. No entanto, o recepcionista, Yutaro, que é um assassino amador, reconhece Sakamoto e tenta armadilhas secretas escondidas na casa de banho para eliminá-lo. Contudo, todas as tentativas falham. Com o tempo, Yutaro desiste ao perceber que Sakamoto é muito mais habilidoso do que ele imaginava. Nesse momento, dois antigos valentões de Yutaro aparecem e começam a intimidá-lo. Sakamoto então intervém, nocauteando os valentões secretamente antes de elogiar as armadilhas criativas de Yutaro. Ao perceber que Sakamoto sabia de sua verdadeira identidade o tempo todo, Yutaro decide abandonar a vida de assassino e focar na administração da casa de banho. Mais tarde, ela é abordada por Lu Wutang, o conselheiro da família Lu, e convidada a assumir a liderança da máfia da família, mas ela se recusa, pois prefere uma vida mais pacífica com Sakamoto. Para resolver o problema, Wutang desafiou Sakamoto, Lu e Shin para uma competição de apostas em um cassino subterrâneo. Se Wutang vencer, Lu terá que se juntar à máfia novamente, mas se Sakamoto vencer, Wutang fornecerá informações sobre a recompensa de Sakamoto. | |                                                   |                                 |                                                                        |                         |
| 11 | "Batalha no Cassino" Transliteração: "Kajino Batoru" (em japonês: カジノバトル)                                | Yoshihide Ibata                                   | Susumu Nishizawa                | Masaki Hinata, Yukiko Ban, Yuko Iwaoka, Miyako Kamiya e Masaru Shindō  | 22 de março de 2025     |
| Apesar de não estarem familiarizados com as regras do jogo de cassino, Sakamoto e Shin vencem o jogo usando suas habilidades de assassino e clarividência, respectivamente, enquanto Wutang confia na contagem de cartas. Enquanto brincava, Wutang lembrou que, apesar de ser um pária social, Lu se tornou amiga dele e jurou lealdade a ela desde então. No final do tempo limite, ambos os jogadores estão empatados com o mesmo número de fichas. Wutang então pediu para todos jogarem uma partida da Velha Criada como desempate, com o time que ficar com o Coringa sendo o perdedor. Shin tenta usar suas habilidades de clarividência para beneficiar sua equipe, mas Wutang revela que deduziu a natureza das habilidades de Shin e sobrecarrega seu cérebro com uma série de cálculos mentais, colocando Shin fora do jogo. Apesar do contratempo, Sakamoto conseguiu levar a melhor enganando o Wutang e fazendo-o pegar o Coringa. Entretanto, os guardas de Wutang se rebelam e para capturar Lu à força, forçando Wutang a se unir a Sakamoto e Lu para derrotá-los. Para ficar ao lado de Lu, Wutang se torna funcionário de Sakamoto e revela que Slur recentemente libertou quatro notórios assassinos em série: Dump, Saw, Apart e Minimalist, para eliminar Sakamoto. | |                                                   |                                 |                                                                        |                         |

### Outras mídias
Um vídeo promocional para o décimo oitavo volume do mangá foi lançado em 2 de agosto de 2024, estrelado por Saori Izawa [ja] como a balconista da loja.
Um jogo para celular desenvolvido pela Goodroid, entitulado Sakamoto Days: Dangerous Puzzle (SAKAMOTO DAYS デンジャラスパズル, Sakamoto Deizu: Denjarasu Pazuru), foi lançado em 2 de abril de 2025.

## Recepção
Em outubro de 2022, o mangá atingiu 2,2 milhões de cópias em circulação em circulação; em novembro de 2023, mais de 4 milhões de cópias em circulação; em maio de 2024, mais de 5 milhões de cópias em circulação; em agosto de 2024, mais de 5,5 milhões de cópias em circulação; em dezembro de 2024, mais de 7 milhões de cópias em circulação; em março de 2025, mais de 8 milhões de cópias em circulação.
A série ficou em sexto colocado na Nationwide Bookstore Employees' Recommended Comics de 2022. O mangaká Hiromu Arakawa recomendou a série com um comentário apresentado no obi do sexto volume. Sakamoto Days foi indicado ao prêmio de Melhor Mangá Impresso no Prêmio de Mangá Next de 2021. Ficou em sexto lugar entre 50 indicados, mas ganhou o prêmio U-Next. A série foi indicada ao 68º Prêmio de Mangá Shogakukan em 2022 na categoria shōnen.
Em sua análise do primeiro volume, Katherine Daicey, do The Manga Critic, recomendou a série, elogiando sua arte e coreografia de luta. Ela concluiu sua análise escrevendo: "Se alguns dos capítulos posteriores não forem tão bem executados quanto o primeiro, Sakamoto Days, no entanto, atinge um bom equilíbrio entre o desenvolvimento do personagem e o golpe de caratê." Rebecca Silverman, do Anime News Network, fez uma crítica positiva do primeiro volume, dizendo que "a maior parte é muito divertida" e que "tem um ótimo elenco de personagens [...] sua premissa é interessante e bem executada". Sheena McNeil, do Sequential Tart, comentou que a premissa da série provavelmente agradará aos fãs de Gokushufudo, de Kousuke Oono, enquanto seu tom provavelmente agradará aos fãs dos trabalhos anteriores de Akira Toriyama, conhecidos por sua mistura de ação e comédia. Ela achou o conteúdo da história particularmente atraente por causa dos relacionamento próximo entre o protagonista e sua família e à dinâmica que ele compartilha com Shin.
Reiichi Narima, do Real Sound [ja], comentou que, apesar da aparência cômica do personagem principal, Sakamoto Days ainda é uma série de ação divertida, com cenas de ação bem coreografadas, comparando-a a Akira, de Katsuhiro Ōtomo. Embora Shiruma tenha afirmado que a série inicialmente se concentrava na comédia, ele observou que, à medida que a série progredia, o foco gradualmente mudou para o combate, tornando-a uma série mais padrão da Weekly Shōnen Jump.
Allen Moody, da THEM Anime Reviews, elogiou o anime por sua premissa e execução bem-humoradas, especialmente as habilidades exageradas de Sakamoto e a energia jovem e contrastante dos personagens coadjuvantes Shin e Lu. Os vilões também foram aclamados, embora o crítico tenha observado o final não resolvido da temporada, expressando entusiasmo pela segunda parte.